# Rimskodobno gomilno grobišče, Osek
Rimskodobno gomilno grobišče v Oseku pri Lenartu so največje provincialno rimsko gomilno grobišče v Sloveniji (50 od približno 200-ih do danes znanih gomil - grobišč - vse bržkone iz prvih dveh, treh stoletij našega štetja). Gomile so naši najstarejši arheološki spomeniki, ki jih omenjajo tudi viri (ponarejena Arnulfova listina iz leta 890); ljudsko domišljijo pa so od nekdaj burili kot Atilovi grobovi in kot turški griči z zakopanimi zakladi, zato so jih večino, vneti iskalci od srednjega veka naprej, razkopali.